# Kazimierzewo (powiat toruński)
Kazimierzewo – wieś w Polsce, położona w województwie kujawsko-pomorskim, w powiecie toruńskim, w gminie Obrowo.
W latach 1975–1998 miejscowość należała administracyjnie do województwa toruńskiego. Według danych Urzędu Gminy Obrowo (31.12.2018 r.) liczyła 80 mieszkańców. Jest najmniejszą miejscowością gminy Obrowo.